# Alphacrambus prodontellus
Alphacrambus prodontellus is een vlinder uit de familie grasmotten (Crambidae). De wetenschappelijke naam van deze soort is voor het eerst geldig gepubliceerd in 1919 door Hampson.
De soort komt voor in tropisch Afrika.